# شخصنة

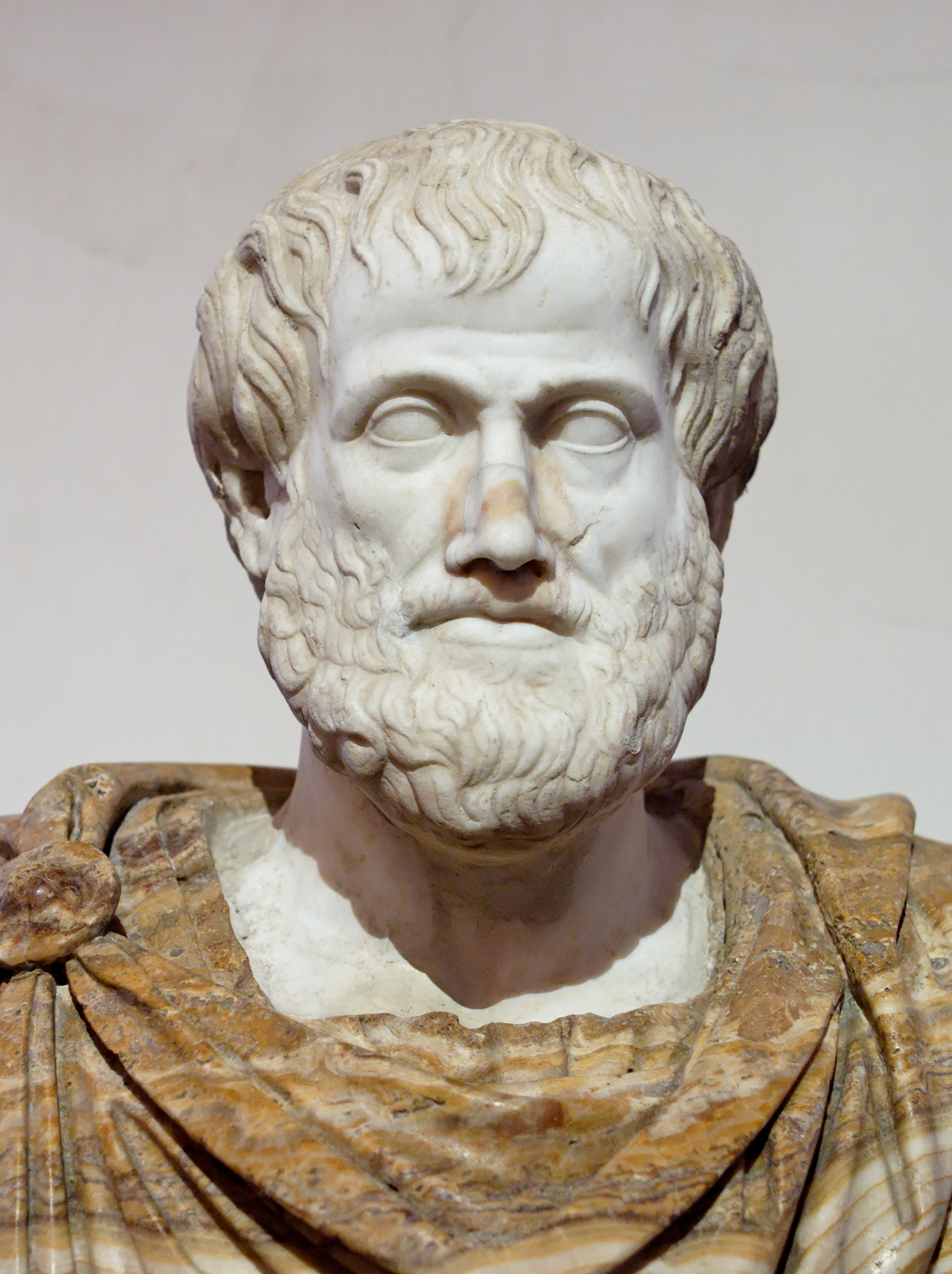
كان أرسطو (384-322 قبل الميلاد) الفيلسوف الأول الذي ميز الحجج التي تهاجم أطروحة أو مهاجمة أشخاص آخرين.

الشخصنة أو القدح الشخصي صنف شائع من المغالطات، بحيث أن «الدعوى» أو «الحجة» تكون خاطئة، بسبب معلومات (عيوب) متعلقة بالكاتب أو بالشخص الذي يعرض هذه الدعوى، وليس بالدعوى نفسها. في العادة تتخذ هذه المغالطة خطوتين: الأولى، هي هجوم على الشخص الذي يتبنى الدعوى بسبب ظروفه أو أفعاله أو أي شيء متعلق بشخصيته. الثانية، يتم تمديد الهجوم ليكون دليلا ضد الدعوى أو الحجة.
وهذا النوع من المغالطة يسير بالنحو التالي:
1. شخص (أ) يطرح دعوى (س).
2. شخص (أ) يتسم بالعيب (ك).
3. العيب (ك) هو في المدعي (أ) وليس في الدعوى (س).
4. إذن، دعوى (س) خاطئة.

السبب في كون «الهجوم على الشخص» يعتبر مغالطة، هو أن الشخصية، أو الظروف أو أفعال الشخص، لا علاقة لها بصحة أو بخطأ الدعوى المطروحة، فحقيقة أن "1+1=2" لا تختلف إطلاقا مهما كان قائلها لأنها لا تعتمد على الشخص.
ولكن هناك بعض الحالات التي يكون لا يعتبر القدح الشخصي فيها مغالطة، وذلك حين تكون الصفات الخلقية أو الجسدية هي المسألة المعنية على وجه التحديد. كما يحصل في المحكمة حين يقدم الشهود شهاداتهم ويأتي الطعن في شهادتهم، فالطعن في شخصية الشاهد من حيث قدرته العقلية والإدراكية غير خارج عن موضوع الشهادة ذاتها، وبالتالي لا يعتبر مغالطة.

## أمثلة
- «أنا أعذرك حينما ترى أن هذا الرأي خاطئ وضد مصلحة المجتمع، لأنك من كبار التجار الفاسدين»

النقد: كون المخاطب من كبار التجار الفاسدين فهذا بحد ذاته لا يجعل النتيجة صحيحة (أنه ليس ضد مصلحة المجتمع).
- «أنت برجوازي ولديك امتيازات كثيرة ولاترى أي مصلحة تتجاوز مصلحتك الشخصية، فكل ما تقوله لا قيمة له إطلاقا مهما بلغت من الشهرة»
- «نظرية التطور خاطئة لأن داروين كان متأثرا بوفاة ابنته فعادى الدين ثم أعلن نظريته»

## أنواع الشخصنة

### توسل بالنفاق
يشير مصطلح الشخصنة الندية (حرفيا: أنت أيضا) إلى الادعاء بأن صاحب الحجة قد تكلم أو تصرف بشكل لا يوافق حجته. وبشكل أكثر تحديدا، فإذا انتقد (أ) تصرفات (ب)، فإن الرد بشخصنة أنت أيضا يكون أن (أ) قد تصرف بنفس الطريقة هو الآخر. وهذا البرهان خاطئ، فهو لا يدحض الفرضية، وإذا كانت صحيحة فقد يكون صاحبها منافقا، لكن ذلك لا يجعل تصريحه خاطئا من ناحية منطقية. بل في الواقع قد يكون الشخص (أ) في موقع يقدم شهادة شخصية تؤيد حجته. على سبيل المثال، قد يطلب رجل من ابنه أن يقلع عن التدخين لئلا يندم حينما يكبر، وربما يشير الابن حينها إلى أن أبيه مدخن أو كان مدخنا. لكن ذلك لا يعني أن الابن لن يندم على تدخينه حينما يكبر.

### الشخصنة الظرفية
تشير الشخصنة الظرفية إلى أن ظروف أحدهم هي ما تقوده لاتخاذ موقف ما. وهي مغالطة لأن النزعة إلى تقديم ادعاء ما لا يعني أنه خاطئ، وهذا يتداخل مع مغالطة الأصل (تكذيب ادعاء ما بسبب مصدره).
لا تنطبق الشخصنة الظرفية حينما يعبر أحدهم عن رأيه باستخدام حجج منطقية مبنية فقط على فرضيات مقبولة. لكن حينما يسعى ذلك الشخص إلى إقناع المستمعين بحقيقة فرضيته بادعاءه امتلاك سلطة أو خبرة أو ظروف شخصية، فإن رؤية ظروفه تلك قد تحط من صحة دليله وأحيانا تكذبه تماما.
أمثلة:
1. شهادة ماندي رايس ديفس في قضية بروفومو: «من المتوقع أن يقول ذلك، أليس كذلك؟» هذه الشهادة مثال على شخصنة ظرفية. فما تشير إليه ماندي هو أن رجلا في منصب مهم، ومتهم بعلاقة غرامية مع فتاة، سينكر التهم الموجهة إليه سواء كانت صحيحة أم لا. وبالتالي فإنكاره، في حد ذاته، يقدم دليلا صغيرا ضد اتهامه بعلاقة غرامية.

رغم أن هذه الحجة صالحة بقدر ما تقلل من قيمة الإنكار، فهي لا تقوي الادعاء الأساسي أيضا. وإذا فسرنا الدليل الخاطئ للإنكار كدليل صحيح على الادعاء الأصلي فإننا بذلك نكون قد وقعنا في مغالطة، ورغم أن الرجل المتهم قد ينكر علاقة غرامية حدثت بالفعل، فمن المحتمل بشكل أكبر أنه سينكر علاقة غرامية لم تحدث قط. (على سبيل المثال، يعتبر استنتاج الذنب من الإنكار، أو التقليل المفرط من قيمة الإنكار، سمة شائعة عند أصحاب نظرية المؤامرة، مطاردي الساحرات، المحاكمات الشكلية، وغيرها من الظروف القسرية التي يعتبر الشخص المستهدف فيها مذنبا).
1. يقترح غلاسنر أن بينيت ليس مؤهلا لانتقاد موسيقى الراب بسبب آراء بينيت عن أشياء أخرى. رغم أن آراء بينيت عن الأشياء الأخرى قد تكون خاطئة وقد لا تكون خاطئة، فذلك لا يعني أن انتقاده للراب خاطئ.[4]

### مذنب بالتبعية
مغالطة الذنب بالارتباط قد تصير أحيانًا ضربًا من الشخصنة، وذلك إذا ما قام الخصم المحاور بمهاجمة مصدر الحجة بسبب تشابه آراء الشخص الذي يدافع عن القضية مع آراء جماعة أخرى تدافع عن نفس القضية.
وتسير تلك المغالطة على هذا النحو:
1. المصدر «أ» يدافع عن القضية «س».
2. الجماعة المعروفة باسم «ب»، وهي جماعة يبغضها المتلقي، تدافع عن نفس القضية «س».
3. ومن هنا يرى المتلقي أن المصدر «أ» يتشابه في آرائه مع الجماعة «ب»، وبالتبعية فإنه يتشارك معها في الذم وكل ما يقوله خاطئ من وجهة نظر المتلقي.

وكمثال على المغالطة السابقة: «هل عرفتم يا سادة أن منظمة «كارهي الجراء» قدمت دعمها لخصمي في الانتخابات؟ هل يصح إذن أن تصوتوا لمثل هذا الشخص والذي تلقى دعمًا للتو من تلك المنظمة البغيضة؟»

## الشخصنة غير المغلوطة
وينبغي علينا في حالة ما إذا استعان أحدهم بالشخصنة في مهاجمة قول ما أن نتبين طبيعة ذلك القول. هل هو عبارة عن حجة أم أنه إقرار بحقيقة ما (أو شهادة حق)؟ ففي الحالة الأخيرة يستلزم علينا في كثير من الأحيان أن نتحقق من مصداقية الشخص الذي تفوه بذلك القول قبل أن نصدر أحكامًا بشأنه.
وتجدر الإشارة إلى أن مغالطة الشخصنة تحدث فقط في حالة ما إذا قام أحد المحاورين بمهاجمة شخص المحاور الآخر في سبيل إبطال حجته. لكن شتم أو إهانة المحاور ليسا بالضرورة أمثلة على الشخصنة. فعلى سبيل المثال، إذا ما قدم أحد المحاورين أدلة وحجج كافية لإبطال حجة الخصم المحاور، ثم أتبعها ببعض الهجاء على شخص الخصم، فإن ذلك الهجوم الشخصي الأخير لا ينقض بالضرورة حجة المحاور. والأمر هنا يعتمد على ما إذا كان المحاور يلجئ إلى السباب كسلاح ضد حجة خصمه. فمغالطة الشخصنة تتطبق على هذه الحالة إذا كان غرض السباب هو الرد على حجة أو مزاعم الخصم.

## موضع الجدل حول كونها مغالطة
وفي رأي الكاتب والمعلم الجامعي الكندي دوج والتن أن الحجج المشخصنة ليست مغلوطة في كل الأحوال. ففي بعض الأسيقة قد يكون من المفيد أن نتشكك من تصرفات المحاور أو شخصيته أو أهدافه،[12] لاسيما حين يتضح منها نفاق المحاور أو تناقض أفعاله مع أقواله.
أما في رأي الفيلسوف تشارلز تايلور عن الحجة المشخصنة (وهي التي تعتمد فيها مصداقية قول ما على حقائق شخصية متعلقة بمن تفوه بذلك القول) أنها أساسية في فهم بعض القضايا الأخلاقية، وذلك بسبب الارتباط الكائن بين شخصية الأفراد والأخلاق (أو الدعاوي الأخلاقية). ويفرق تايلور بين هذا النوع من الحجج وبين الحجج البديهية (والتي تتعلق بحقائق لا خلاف فيها) الخاصة بالمذهب الطبيعي في الفلسفة.